# Sericanthe halleana
Sericanthe halleana är en måreväxtart som beskrevs av Elmar Robbrecht. Sericanthe halleana ingår i släktet Sericanthe och familjen måreväxter. Inga underarter finns listade i Catalogue of Life.